# UEFA Europa League 2014-2015
UEFA Europa League 2014-2015 a fost cel de-al 44-lea sezon al celei de-a doua competiții fotbalistice europene și cel de-al 6-lea sezon al competiției de la schimbarea denumirii în UEFA Europa League. Finala a avut loc pe Stadionul Național Kazimierz Górski din Varșovia, Polonia, între gruparea ucraineană Dnipro Dnipropetrovsk și gruparea spaniolă Sevilla.
Acesta a fost primul sezon în care cluburile trebuie să respecte regulamentul UEFA cu privire la fair-play-ul financiar. De asemenea, acesta a fost primul sezon în care un club din Gibraltar a participat în competiție, după ce Asociația de Fotbal a Gibraltarului a fost acceptată ca al 54-lea membru al UEFA, la congresul UEFA din mai 2013. Acestora le-a fost alocat un loc în Liga Campionilor, campioană locală din sezonul 2013–14, Lincoln Red Imps, fiind echipa delegată să participe din partea asociației.
Începând din acest sezon, câștigătorii UEFA Europa League se vor califica automat pentru sezonul următor de Liga Campionilor UEFA. Deci, câștigătora turneului se va califica pentru Liga Campionilor 2015-2016 (cel puțin în faza play-off).
Pe 17 iulie 2014, tabloul de urgențe UEFA a anunțat că echipele ucrainiene și rusești nu vor putea să joace meciuri între ele "până la notificări viitoare", din cauza tensiunilor politice dintre cele două țări. Un alt anunț de urgență luat de UEFA a fost acela că echipele din Israel nu vor putea găzdui vreun meci din cauza conflictului din Fâșia Gaza. Din acest sezon, UEFA a hotărât ca orice cartonaș galben primit în faza grupelor să nu conteze în faza eliminatorie. Pe lângă acest lucru, acesta a fost și primul sezon în care se va folosi spuma care dispare, spumă folosită și la Campionatul Mondial de Fotbal 2014.

## Alocarea echipelor asociațiilor
Un total de 193 de echipe din 53 asociații UEFA au participat în UEFA Europa League 2013-14. Asociațiile au alocate locurile în conformitate cu coeficientul UEFA al țării în 2012, care ia în considerare performanța lor în intervalul 2006-07 și 2010-11.
Dedesubt este schema calificărilor pentru UEFA Europa League 2013-14:
- Asociațiile 1-6 au fiecare 3 echipe calificate
- Asociațiile 7-9 au fiecare 4 echipe calificate
- Asociațiile 10-51 au fiecare 3 echipe calificate, exceptând Liechtenstein care are doar o singură echipă (Liechtenstein are doar turneu de cupă, nu și campionat)
- Asociațiile 52-53 au fiecare 2 echipe calificate
- Liechtenstein are o echipă calificată (deoarece ei organizează doar o cupă locală, nu și turneul de ligă)
- Primele 3 asociații în clasamentul UEFA Fair Play pe sezonul 2012-14 primesc un loc adițional
- În plus, 33 de echipe eliminate din Liga Campionilor 2013-2014 sunt transferate în Europa League

### Clasamentul asociațiilor
| Poziție | Asociație  | Coef.  | Echipe | Note   |
| ------- | ---------- | ------ | ------ | ------ |
| 1       | Anglia     | 85.785 | 3      |        |
| 2       | Spania     | 82.329 | 3      |        |
| 3       | Germania   | 69.436 | 3      |        |
| 4       | Italia     | 60.552 | 3      |        |
| 5       | Franța     | 53.678 | 3      |        |
| 6       | Portugalia | 51.596 | 3      |        |
| 7       | Rusia      | 44.707 | 4      |        |
| 8       | Ucraina    | 43.883 | 4      |        |
| 9       | Olanda     | 40.129 | 4      | +1(FP) |
| 10      | Turcia     | 35.050 | 3      |        |
| 11      | Grecia     | 34.166 | 3      |        |
| 12      | Danemarca  | 30.550 | 3      |        |
| 13      | Belgia     | 27.000 | 3      |        |
| 14      | România    | 25.824 | 3      |        |
| 15      | Scoția     | 25.141 | 3      |        |
| 16      | Elveția    | 24.900 | 3      |        |
| 17      | Israel     | 22.000 | 3      |        |
| 18      | Cehia      | 20.850 | 3      |        |

| Poziție | Asociație             | Coef.  | Echipe | Note   |
| ------- | --------------------- | ------ | ------ | ------ |
| 19      | Austria               | 20.700 | 3      |        |
| 20      | Cipru                 | 18.124 | 3      |        |
| 21      | Bulgaria              | 17.875 | 3      |        |
| 22      | Croația               | 16.124 | 3      |        |
| 23      | Belarus               | 16.083 | 3      |        |
| 24      | Polonia               | 15.916 | 3      |        |
| 25      | Slovacia              | 14.499 | 3      |        |
| 26      | Norvegia              | 14.375 | 3      | +1(FP) |
| 27      | Serbia                | 14.250 | 3      |        |
| 28      | Suedia                | 14.125 | 3      |        |
| 29      | Bosnia și Herțegovina | 9.124  | 3      |        |
| 30      | Finlanda              | 8.966  | 3      | +1(FP) |
| 31      | Irlanda               | 8.708  | 3      |        |
| 32      | Ungaria               | 8.500  | 3      |        |
| 33      | Republica Moldova     | 7.749  | 3      |        |
| 34      | Lituania              | 7.708  | 3      |        |
| 35      | Letonia               | 7.415  | 3      |        |
| 36      | Georgia               | 6.957  | 3      |        |

| Poziție | Asociație       | Coef. | Echipe | Note |
| ------- | --------------- | ----- | ------ | ---- |
| 37      | Azerbaidjan     | 6.165 | 3      |      |
| 38      | Slovenia        | 6.124 | 3      |      |
| 39      | Macedonia       | 5.207 | 3      |      |
| 40      | Islanda         | 4.957 | 3      |      |
| 41      | Kazahstan       | 4.374 | 3      |      |
| 42      | Liechtenstein   | 4.000 | 1      |      |
| 43      | Muntenegru      | 3.875 | 3      |      |
| 44      | Albania         | 3.874 | 3      |      |
| 45      | Estonia         | 3.791 | 3      |      |
| 46      | Țara Galilor    | 2.790 | 3      |      |
| 47      | Armenia         | 2.583 | 3      |      |
| 48      | Malta           | 2.416 | 3      |      |
| 49      | Irlanda de Nord | 2.249 | 3      |      |
| 50      | Insulele Feroe  | 1.416 | 3      |      |
| 51      | Luxemburg       | 1.374 | 3      |      |
| 52      | Andorra         | 1.000 | 2      |      |
| 53      | San Marino      | 0.916 | 2      |      |
| 54      | Gibraltar       | 0.000 | 1      |      |

Note
- (FP): Echipă adițională în baza fair play (Olanda, Norvegia și Finlanda)[12]
- (UCL): Echipele adiționale transferate din Liga Campionilor

### Distribuția
|                                            | Echipele care intră în această rundă | Echipele care avansează din runda precedentă         | Echipele transferate din Liga Campionilor                                        |
| ------------------------------------------ | --- | ---------------------------------------------------- | -------------------------------------------------------------------------------- |
| Prima rundă de calificare (74 de echipe)   | - 17 de câștigătoare de cupă din asociațiile 37-53 - 25 de vicecampioane din asociațiile 28-53 (exceptând Liechtenstein) - 29 de echipe clasate pe locul 3 din asociațiile 22-51 (exceptând Liechtenstein) - 3 echipe calificate prin clasamentul Fair Play                                                                      |                                                      |                                                                                  |
| A doua rundă de calificari (80 de echipe)  | - 16 câștigătoare de cupă din asociațiile 21-36 - 12 finaliste de cupă din asociațiile 16–27 - 6 echipe clasate pe locul 3 din asociațiile 16–21 - 6 echipe clasate pe locul 4 din asociațiile 10–15 - 3 echipe clasate pe locul 5 din asociațiile 7–9                                                                           | - 37 de câștigătoare din prima rundă de calificare   |                                                                                  |
| A treia rundă de calificări (58 de echipe) | - 3 câștigătoare de cupă din asociațiile 18–20 - 6 echipe clasate pe locul 3 din asociațiile 10–15 - 3 echipe clasate pe locul 4 din asociațiile 7–9 - 3 echipe clasate pe locul 5 din asociațiile 4–6 (câștigătoarea Cupei Ligii Franței) - 3 echipe clasate pe locul 6 din asociațiile 1–3 (câștigătoarea Cupei Ligii Angliei) | - 40 de câștigătoare din a doua rundă de calificări  |                                                                                  |
| Runda play-off (62 de echipe)              | - 10 câștigătoare de cupă din asociațiile 8–17 - 3 echipe clasate pe locul 3 din asociațiile 7–9 - 3 echipe clasate pe locul 4 din asociațiile 4–6 - 3 echipe clasate pe locul 5 din asociațiile 1–3 | - 29 de câștigătoare din runda a treia de calificări | - 14 echipe eliminate din runda a treia preliminară a Liga Campionilor 2013-2014 |
| Faza Grupelor (48 de echipe)               | - Deținătoarea titlului (câștigătoarea a UEFA Europa League 2012-2013) - 6 câștigătoare de cupă din asociațiile 1-6 | - 31 câștigătoare din runda play-off                 | - 10 echipe eliminate din play-off-ul Liga Campionilor 2013-2014                 |
| Faza eliminatorie (32 de echipe)           | | - 12 câștigătoare de grupe - 12 locuri 2 din grupe   | - 8 locuri 3 din grupele Liga Campionilor 2013-2014                              |

### Reguli de repartizare
Un loc de Europa League este vacant atunci când o echipă se califică atât pentru Liga Campionilor cât și pentru Europa League, sau se califică pentru Europa League prin mai mult de o metodă. Când un loc este vacant, acesta este redistribuit în cadrul Asociației Naționale de următoarele reguli:
- În cazul în care câștigătoarea cupei interne (considerat "cel mai înalt plasat" calificant în cadrul asociației naționale) se califică, de asemenea, pentru Liga Campionilor, locul lor de Europa Liga este liber, iar limita numărului de echipe calificate pentru  preliminariile Europa League sunt mutate cu un loc, cu ultimul loc (prima rundă de calificare), luat de finalista cupei interne, cu condiția ca acestea să nu se califice deja pentru Liga Campionilor sau Europa League. În caz contrar, acest loc este acordat acelei echipe din ligă care e mai bine plasată, însă necalificată pentru Europa League.
- În cazul în care câștigătorea cupei interne beneficiază de loc pentru Europa League, și prin poziția de Ligă, locul lor de poziție de ligă este eliberat, și este acordat acelei echipe din ligă care este mai bine plasată, însă necalificată pentru Europa League.
- Un loc eliberat de către câștigătoarea Cupei Ligii, este obținut de către cea mai bine plasată echipă din ligă, care nu s-a încă calificat pentru Europa League.
- Un loc Fair Play este luat de către echipa de cea mai bine clasată în tabelul intern Fair Play, care nu s-a calificat pentru Liga Campionilor sau Europa League.

### Echipele
Etichetele din paranteze arată cum s-a calificat echipa pentru competiție:
- TH: Deținătoarea Titlului
- CW: Câștigătoarea Cupei
- CR: Finalista Cupei
- LC: Câștigătoarea Cupei Ligii
- 2nd, 3rd, 4th, 5th, 6th, etc.: Poziția din campionat
- P-W: Câștigătoarea play-off-ului din campionatul propriu
- FP: Fair-Play
- UCL: Transferată din Liga Campionilor
  - GS: Locul trei în faza grupelor
  - PO: Perdanta din play-off
  - Q3: Perdanta din turul trei preliminar

| Șaisprezecimi de finală        | Șaisprezecimi de finală      | Șaisprezecimi de finală        | Șaisprezecimi de finală       |
| ------------------------------ | ---------------------------- | ------------------------------ | ----------------------------- |
| Olympiacos (UCL GS)            | Liverpool (UCL GS)           | Zenit St. Petersburg (UCL GS)  | Anderlecht (UCL GS)           |
| AS Roma (UCL GS)               | Ajax (UCL GS)                | Sporting (UCL GS)              | Athletic Bilbao (UCL GS)      |
| Faza grupelor                  |                              |                                |                               |
| Sevilla (TH)                   | Guingamp (CW)                | Steaua București (UCL PO)      | Lille (UCL PO)                |
| Everton (5th)                  | Dinamo Kiev (CW)             | Slovan Bratislava (UCL PO)     | Napoli (UCL PO)               |
| Wolfsburg (5th)                | Celtic (UCL PO)              | Beșiktaș (UCL PO)              |                               |
| Fiorentina (4th)               | Red Bull Salzburg (UCL PO)   | Standard Liège (UCL PO)        |                               |
| Estoril (4th)                  | AaB (UCL PO)                 | Copenhaga (UCL PO)             |                               |
| Runda play-off                 |                              |                                |                               |
| Villarreal (6th)               | PEC Zwolle (CW)              | Debrețin (UCL Q3)              | Maccabi Tel Aviv (UCL Q3)     |
| Tottenham Hotspur (6th)        | Twente (3rd)                 | Panathinaikos (UCL Q3)         | Grasshopper (UCL Q3)          |
| Borussia Mönchengladbach (6th) | Trabzonspor (4th)[Note TUR]  | AEL Limassol (UCL Q3)          | HJK (UCL Q3)                  |
| Internazionale (5th)           | Lokeren (CW)                 | Sheriff Tiraspol (UCL Q3)      | Sparta Praga (UCL Q3)         |
| Nacional (5th)                 | PAOK (3rd)                   | Dnipro Dnipropetrovsk (UCL Q3) | Qarabağ (UCL Q3)              |
| Saint-Étienne (4th)            | Zürich (CW)                  | Legia Varșovia (UCL Q3)        | Dinamo Zagreb (UCL Q3)        |
| Metalist Kharkiv (3rd)         | Apollon Limassol (3rd)       | Partizan (UCL Q3)              |                               |
| Rostov (CW)                    | Midtjylland (3rd)            | Feyenoord Rotterdam (UCL Q3)   |                               |
| Lokomotiv Moscova (3rd)        | Rapid Viena (2nd)            | Aktobe (UCL Q3)                |                               |
| Turul trei preliminar          |                              |                                |                               |
| Real Sociedad (7th)            | Lyon (5th)                   | Club Brugge (3rd)              | Viktoria Plzeň (2nd)          |
| Hull City (CR)                 | Cernomoreț Odesa (5th)       | Atromitos (4th)                | Astra Giurgiu (CW)            |
| Mainz 05 (7th)                 | Dinamo Moscova (4th)         | Young Boys (3rd)               | Ironi Kiryat Shmona (CW)      |
| Torino (7th)[Note ITA]         | PSV (4th)                    | Ermis Aradippou (4th)          |                               |
| Rio Ave (CR)                   | Karabükspor (7th)[Note TUR]  | Brøndby (4th)                  |                               |
| Turul doi preliminar           |                              |                                |                               |
| Zorya Luhansk (7th)[Note UKR]  | Mladá Boleslav (3rd)         | Ruch Chorzów (3rd)             | Molde (CW)                    |
| Krasnodar (5th)                | Slovan Liberec (4th)         | Rijeka (CW)                    | ȚSKA Sofia (2nd)              |
| Groningen (P-W)                | Petrolul Ploiești (3rd)      | Hajduk Split (3rd)             | Győr (2nd)[Note HUN]          |
| Bursaspor (8th)[Note TUR]      | CFR Cluj (6th)[Note ROU]     | Elfsborg (CW)                  | Gorica (CW)                   |
| Zulte Waregem (P-W)            | Hapoel Be'er Sheva (2nd)     | AIK (2nd)                      | Zestafoni (2nd)               |
| Asteras Tripoli (5th)          | Hapoel Tel Aviv (4th)        | St. Johnstone (CW)             | Neftchi Baku (CW)             |
| Luzern (4th)                   | Șahtior Soligorsk (CW)       | Motherwell (2nd)               | RoPS (CW)                     |
| Omonia (5th)                   | Dinamo Minsk (3rd)           | Vojvodina (CW)                 | Sarajevo (CW)                 |
| Esbjerg (5th)                  | Neman Grodno (4th)           | Jagodina (3rd)[Note SRB]       |                               |
| Grödig (3rd)                   | Zawisza Bydgoszcz (CW)       | Košice (CW)                    |                               |
| St. Pölten (CR)                | Lech Poznań (2nd)            | Trenčín (2nd)                  |                               |
| Primul tur preliminar          |                              |                                |                               |
| RNK Split (4th)                | Željezničar (4th)            | Čelik Nikšić (3rd)             | Aberystwyth Town (CR)         |
| IFK Göteborg (3rd)             | Zimbru Chișinău (CW)         | Budućnost Podgorica (4th)      | Nõmme Kalju (2nd)             |
| Aberdeen (3rd)                 | Tiraspol (2nd)               | Turnovo (2nd)                  | Sillamäe Kalev (3rd)          |
| Čukarički (5th)[Note SRB]      | Veris Chișinău (3rd)         | Metalurg Skopje (3rd)          | Santos Tartu (CR)             |
| Spartak Trnava (3rd)           | Sligo Rovers (CW)            | Shkëndija (4th)                | Pyunik (CW)                   |
| Rosenborg (2nd)                | Dundalk (2nd)                | Flamurtari Vlorë (CW)          | Shirak (2nd)                  |
| Haugesund (3rd)                | Derry City (4th)[Note IRL]   | Kukësi (2nd)                   | Mika (3rd)                    |
| Litex Loveci (3rd)             | Atlantas (2nd)               | Laçi (3rd)                     | Víkingur (CW)                 |
| Botev Plovdiv (CR)             | Ekranas (3rd)                | Birkirkara (2nd)               | ÍF (2nd)                      |
| Ferencváros (3rd)              | Banga Gargždai (CR)          | Hibernians (3rd)               | B36 Tórshavn (3rd)            |
| Diósgyőr (CR)[Note HUN]        | Șahtior Karagandy (CW)       | Sliema Wanderers (CR)          | Libertas (CW)                 |
| Koper (2nd)                    | Astana (2nd)                 | Vaduz (CW)                     | Folgore (2nd)                 |
| Rudar Velenje (3rd)            | Kairat (3rd)                 | Differdange 03 (CW)            | Sant Julià (CW)               |
| Sioni Bolnisi (3rd)            | Jelgava (CW)                 | Fola Esch (2nd)                | UE Santa Coloma (2nd)         |
| Chikhura Sachkhere (CR)        | Daugava Daugavpils (3rd)     | Jeunesse Esch (4th)            | College Europa (CR)[Note GIB] |
| Inter Baku (2nd)               | Daugava Rīga (4th)[Note LVA] | Glenavon (CW)                  | Tromsø (FP)                   |
| Gabala (3rd)                   | Fram Reykjavík (CW)          | Linfield (2nd)                 | Brommapojkarna (FP)           |
| Honka (2nd)                    | FH (2nd)                     | Crusaders (3rd)                | MYPA (FP)                     |
| VPS (3rd)                      | Stjarnan (3rd)               | Airbus UK Broughton (2nd)      |                               |
| Široki Brijeg (2nd)            | Lovćen Cetinje (CW)          | Bangor City (P-W)              |                               |

Trei echipe care nu joacă în prima divizie a campionatelor proprii iau parte în acest sezon de Europa League. Acestea sunt Santos Tartu (locul 3), St. Pölten (locul 2) și Tromsø (locul 2).
Note
1. ^ Gibraltar (GIB): Pentru a se stabili dacă College Europa sau Manchester 62 va reprezenta Gibraltarul în acest sezon, s-a ținut o întâlnire la sediul Asociației de Fotbal a Gibraltarului.[17]
2. ^ Ungaria (HUN): Újpest, câștigătoarea cupei Ungariei, s-a calificat pentru acest sezon, dar nu a putut să obțină o licență UEFA.[18] Din această cauză, locul i-a fost dat lui Győr, locul 2 în campionatul trecut, iar locul celei din urmă i-a fost dat lui Diósgyőr, vice-campionii sezonului trecut de cupă.
3. ^ Italia (ITA): Parma, locul 6 în campionatul trecut, s-a calificat pentru acest sezon, dar nu a putut să obțină o licență UEFA.[19] Din această cauză, locul i-a fost dat lui Torino, locul 7 în campionatul trecut.
4. ^ Letonia (LVA): Skonto, locul 2 în campionatul trecut, s-a calificat pentru acest sezon, dar a fost exclusă de UEFA, din cauza datoriilor.[20] Din această cauză, locul i-a fost dat lui Daugava Rīga, locul 4 în campionatul trecut.
5. ^ Irlanda (IRL): Derry City este un club cu sediul în Irlanda de Nord, dar care participă pentru Irlanda în acest sezon.
6. ^ România (ROU): Dinamo București, locul 4 în campionatul trecut, s-a calificat pentru acest sezon, dar nu a putut să obțină o licență UEFA.[21] Din această cauză, locul i-a fost dat lui CFR Cluj, locul 6 în campionatul trecut, de vreme ce Vaslui, locul 5 în campionatul trecut, nu a putut nici ea să obțină licența UEFA.
7. ^ Serbia (SRB): Steaua Roșie Belgrad, locul 1 în campionatul trecut, s-a calificat pentru acest sezon, dar a fost interzisă de UEFA, din cauza meciurilor trucate în campionatul propriu.[22] Din această cauză, locul i-a fost dat lui Partizan, locul 2 în campionatul trecut, iar locul acesteia din urmă i-a fost dat lui Jagodina, locul 3 în campionatul trecut. Locul pentru primul tur preliminar i-a fost dat lui Čukarički, locul 5 în campionatul trecut.
8. ^ Turcia (TUR): Fenerbahçe, locul 1 în campionatul trecut, s-a calificat pentru acest sezon, dar a fost interzisă de UEFA, din cauza scandalurilor de corupție din 2011.[23][24] Din aceasă cauză, locul i-a fost dat lui Beșiktaș, locul 3 în campionatul trecut, iar Trabzonspor, locul 4 în campionatul trecut, a primit locul pentru play-off-ul Europa League. Echipele Sivasspor, locul 5 în campionatul trecut, și Eskișehirspor, vice-campionii sezonului trecut de cupă, au fost și ele interzise să joace în Europa, din cauza meciurilor trucate.[25] Cele două locuri le-au fost date lui Karabükspor și Bursaspor, locul 7, respectiv 8 în campionatul trecut, de vreme ce Kasımpașa, locul 6 în campionatul trecut, nu a putut să obțină o licența UEFA.
9. ^ Ucraina (UKR): Metalurg Donețk, locul 6 în campionatul trecut, s-a calificat pentru acest sezon, dar a fost exclusă de UEFA, din cauza datoriilor.[20] Din această cauză, locul i-a fost dat lui Zorya Luhansk, locul 7 în campionatul trecut.

## Datele rundelor și tragerilor la sorți
Programul competiției este după cum urmează (toate tragerile la sorți au loc la sediul UEFA din Nyon, Elveția, dacă nu este specificat altceva).
| Faza              | Runda                   | Data tragerii la sorți  | Prima manșă                                 | Manșa secundă                               |
| ----------------- | ----------------------- | ----------------------- | ------------------------------------------- | ------------------------------------------- |
| Calificări        | Primul tur preliminar   | 23 iunie 2014           | 3 iulie 2014                                | 10 iulie 2014                               |
| Calificări        | Turul doi preliminar    | 23 iunie 2014           | 17 iulie 2014                               | 24 iulie 2014                               |
| Calificări        | Turul trei preliminar   | 18 iulie 2014           | 31 iulie 2014                               | 7 august 2014                               |
| Play-off          | Runda play-off          | 8 august 2014           | 21 august 2014                              | 28 august 2014                              |
| Faza grupelor     | Etapa 1                 | 29 august 2014 (Monaco) | 18 septembrie 2014                          | 18 septembrie 2014                          |
| Faza grupelor     | Etapa 2                 | 29 august 2014 (Monaco) | 2 octombrie 2014                            | 2 octombrie 2014                            |
| Faza grupelor     | Etapa 3                 | 29 august 2014 (Monaco) | 23 octombrie 2014                           | 23 octombrie 2014                           |
| Faza grupelor     | Etapa 4                 | 29 august 2014 (Monaco) | 6 noiembrie 2014                            | 6 noiembrie 2014                            |
| Faza grupelor     | Etapa 5                 | 29 august 2014 (Monaco) | 27 noiembrie 2014                           | 27 noiembrie 2014                           |
| Faza grupelor     | Etapa 6                 | 29 august 2014 (Monaco) | 11 decembrie 2014                           | 11 decembrie 2014                           |
| Faza eliminatorie | Șaisprezecimi de finală | 15 decembrie 2014       | 19 februarie 2015                           | 26 februarie 2015                           |
| Faza eliminatorie | Optimi de finală        | 15 decembrie 2014       | 12 martie 2015                              | 19 martie 2015                              |
| Faza eliminatorie | Sferturi de finală      | 20 martie 2015          | 16 aprilie 2015                             | 23 aprilie 2015                             |
| Faza eliminatorie | Semifinale              | 24 aprilie 2015         | 7 mai 2015                                  | 14 mai 2015                                 |
| Faza eliminatorie | Finala                  | 24 aprilie 2015         | 27 mai 2015 pe Stadionul Național, Varșovia | 27 mai 2015 pe Stadionul Național, Varșovia |

Meciurile din calificări, grupe și fazele eliminatorii se pot muta în zilele de marți sau miercuri, din cauza conflictelor de programare.

## Tururi preliminare
În tururile preliminare și runda play-off echipele au fost împărțite în favoriți și outsideri, în baza 2014 coeficienților UEFA de club, iar apoi au fost trase la sorți în perechi care se vor confrunta în dublă-manșă. Echipe din aceeași țară nu au putut fi trase la sorți să joace una contra alteia.

### Primul tur preliminar
Tragerea la sorți pentru primul și al doilea tur preliminar a avut loc pe 23 iunie 2014. Prima manșă s-a jucat pe 1 și 3 iulie, iar manșa secundă pe 8, 10 și 11 iulie 2014.
| Echipa 1            | Scor gen.   | Echipa 2            | Tur | Retur                                                                            |
| ------------------- | ----------- | ------------------- | --- | -------------------------------------------------------------------------------- |
| Sioni Bolnisi       | 4–4 (gd)    | Flamurtari Vlorë    | 2–3 | 2–1                                                                              |
| Tiraspol            | 3–6         | Inter Baku          | 2–3 | 1–3                                                                              |
| Hibernians          | 2–9         | Spartak Trnava      | 2–4 | 0–5                                                                              |
| Čukarički           | 4–0[A]      | Sant Julià          | 4–0 | 0–0                                                                              |
| Koper               | 9–0[A]      | Čelik Nikšić        | 5–0 | 4–0                                                                              |
| Turnovo             | 1–4         | Cihura Sacihere     | 0–1 | 1–3                                                                              |
| Shirak              | 1–6         | Șahtior Karagandy   | 1–2 | 0–4                                                                              |
| Gabala              | 0–5         | Široki Brijeg       | 0–2 | 0–3                                                                              |
| Diósgyőr            | 6–2         | Birkirkara          | 2–1 | 4–1                                                                              |
| Vaduz               | 4–0         | College Europa      | 3–0 | 1–0                                                                              |
| Veris Chișinău      | 0–3         | Litex Loveci        | 0–0 | 0–3                                                                              |
| UE Santa Coloma     | 0–5         | Metalurg Skopje     | 0–3 | 0–2                                                                              |
| Kairat              | 1–0         | Kukësi              | 1–0 | 0–0                                                                              |
| Folgore             | 1–5         | Budućnost Podgorica | 1–2 | 0–3                                                                              |
| RNK Split           | 3–1         | Mika                | 2–0 | 1–1                                                                              |
| Botev Plovdiv       | 6–0         | Libertas            | 4–0 | 2–0                                                                              |
| Željezničar         | 1–0[A]      | Lovćen Cetinje      | 0–0 | 1–0                                                                              |
| Shkëndija           | 2–3         | Zimbru Chișinău     | 2–1 | 0–2                                                                              |
| Sliema Wanderers    | 2–3         | Ferencváros         | 1–1 | 1–2                                                                              |
| Pyunik              | 1–6         | Astana              | 1–4 | 0–2                                                                              |
| Rudar Velenje       | 2–2 (2–3 p) | Laçi                | 1–1 | 1–1                                                                              |
| Differdange 03      | 2–3         | Atlantas            | 1–0 | 1–3                                                                              |
| VPS                 | 2–3         | Brommapojkarna      | 2–1 | 0–2                                                                              |
| B36 Tórshavn        | 2–3         | Linfield            | 1–2 | 1–1                                                                              |
| Fram Reykjavík      | 2–3         | Nõmme Kalju         | 0–1 | 2–2                                                                              |
| Rosenborg           | 6–0         | Jelgava             | 4–0 | 2–0                                                                              |
| Derry City          | 9–0         | Aberystwyth Town    | 4–0 | 5–0                                                                              |
| Aberdeen            | 8–0         | Daugava Rīga        | 5–0 | 3–0                                                                              |
| Santos Tartu        | 1–13        | Tromsø              | 0–7 | 1–6                                                                              |
| Crusaders           | 5–2         | Ekranas             | 3–1 | 2–1                                                                              |
| Stjarnan            | 8–0         | Bangor City         | 4–0 | 4–0                                                                              |
| Jeunesse Esch       | 1–5         | Dundalk             | 0–2 | 1–3                                                                              |
| MYPA                | 1–0         | ÍF                  | 1–0 | 0–0                                                                              |
| FH                  | 6–2         | Glenavon            | 3–0 | 3–2                                                                              |
| Sillamäe Kalev      | 4–4 (gd)    | Honka               | 2–1 | [[Preliminariile UEFA Europa League 2014-2015#Honka v Sillamäe Kalev\|2–3 d.p.]] |
| Banga Gargždai      | 0–4         | Sligo Rovers        | 0–0 | 0–4                                                                              |
| Víkingur            | 3–2         | Daugava Daugavpils  | 2–1 | 1–1                                                                              |
| IFK Göteborg        | 2–0         | Fola Esch           | 0–0 | 2–0                                                                              |
| Airbus UK Broughton | 2–3[A]      | Haugesund           | 1–1 | 1–2                                                                              |

Note
1. ^ a b c d Ordinea tururilor inversată după tragerea la sorți.

### Turul doi preliminar
Prima manșă s-a jucat pe 17 iulie, iar manșa secundă secundă pe 24 iulie 2014.
| Echipa 1            | Scor gen.   | Echipa 2           | Tur | Retur    |
| ------------------- | ----------- | ------------------ | --- | -------- |
| Győr                | 1–3         | IFK Göteborg       | 0–3 | 1–0      |
| Molde               | 5–2         | Gorica             | 4–1 | 1–1      |
| Metalurg Skopje     | 2–2 (gd)[B] | Željezničar        | 0–0 | 2–2      |
| Nõmme Kalju         | 1–3         | Lech Poznań        | 1–0 | 0–3      |
| Dinamo Minsk        | 3–0         | MYPA               | 3–0 | 0–0      |
| Neman Grodno        | 1–3         | FH                 | 1–1 | 0–2      |
| RNK Split           | 2–1[C]      | Hapoel Be'er Sheva | 2–1 | 0–0      |
| Košice              | 0–4[B]      | Slovan Liberec     | 0–1 | 0–3      |
| Víkingur            | 2–1         | Tromsø             | 0–0 | 2–1      |
| Petrolul Ploiești   | 5–1         | Flamurtari Vlorë   | 2–0 | 3–1      |
| Čukarički           | 2–5         | Grödig             | 0–4 | 2–1      |
| CFR Cluj            | 1–0         | Jagodina           | 0–0 | 1–0      |
| Motherwell          | 4–5         | Stjarnan           | 2–2 | 2–3 d.p. |
| Zestafoni           | 0–3[B]      | Spartak Trnava     | 0–0 | 0–3      |
| Brommapojkarna      | 5–1[B]      | Crusaders          | 4–0 | 1–1      |
| Aberdeen            | 2–1         | Groningen          | 0–0 | 2–1      |
| Bursaspor           | 0–0 (1–4 p) | Cihura Sacihere    | 0–0 | 0–0 d.p. |
| Neftchi Baku        | 3–2         | Koper              | 1–2 | 2–0      |
| Linfield            | 1–2         | AIK                | 1–0 | 0–2      |
| Rijeka              | 3–1         | Ferencváros        | 1–0 | 2–1      |
| Budućnost Podgorica | 0–2         | Omonia             | 0–2 | 0–0      |
| Mladá Boleslav      | 6–1         | Široki Brijeg      | 2–1 | 4–0      |
| Luzern              | 2–2 (4–5 p) | St. Johnstone      | 1–1 | 1–1 d.p. |
| Laçi                | 1–5         | Zorya Luhansk      | 0–3 | 1–2      |
| Rosenborg           | 4–3         | Sligo Rovers       | 1–2 | 3–1      |
| Atlantas            | 0–3         | Șahtior Karagandy  | 0–0 | 0–3      |
| Sarajevo            | 3–2         | Haugesund          | 0–1 | 3–1      |
| Zulte Waregem       | 5–2         | Zawisza Bydgoszcz  | 2–1 | 3–1      |
| Sillamäe Kalev      | 0–9         | Krasnodar          | 0–4 | 0–5      |
| ȚSKA Sofia          | 1–1 (gd)    | Zimbru Chișinău    | 1–1 | 0–0      |
| Derry City          | 1–6         | Șahtior Soligorsk  | 0–1 | 1–5      |
| Ruch Chorzów        | 3–2         | Vaduz              | 3–2 | 0–0      |
| Astana              | 3–1[C]      | Hapoel Tel Aviv    | 3–0 | 0–1      |
| Trenčín             | 4–3         | Vojvodina          | 4–0 | 0–3      |
| Litex Loveci        | 2–3         | Diósgyőr           | 0–2 | 2–1      |
| Botev Plovdiv       | 2–3         | St. Pölten         | 2–1 | 0–2      |
| RoPS                | 3–5[B]      | Asteras Tripoli    | 1–1 | 2–4      |
| Dundalk             | 2–3[B]      | Hajduk Split       | 0–2 | 2–1      |
| Kairat              | 1–2         | Esbjerg            | 1–1 | 0–1      |
| Elfsborg            | 1–1 (4–3 p) | Inter Baku         | 0–1 | 1–0 d.p. |

Note
1. ^ a b c d e f Ordinea tururilor inversată după tragerea la sorți.
2. ^ a b Ordinea tururilor inversată după tragerea la sorți, din cauza conflictului din Fâșia Gaza.[29]

### Turul trei preliminar
Tragerea la sorți pentru turul trei preliminar a avut loc pe 18 iulie 2014. Prima manșă s-a jucat pe 31 iulie 2014, iar manșa secundă pe 7 august 2014.
| Echipa 1          | Scor gen. | Echipa 2            | Tur | Retur    |
| ----------------- | --------- | ------------------- | --- | -------- |
| Karabükspor       | 1–1 (gd)  | Rosenborg           | 0–0 | 1–1      |
| RNK Split         | 2–0[D]    | Cernomoreț Odesa    | 2–0 | 0–0      |
| St. Johnstone     | 2–3       | Spartak Trnava      | 1–2 | 1–1      |
| Mainz 05          | 2–3       | Asteras Tripoli     | 1–0 | 1–3      |
| Diósgyőr          | 1–8       | Krasnodar           | 1–5 | 0–3      |
| Mladá Boleslav    | 2–6       | Lyon                | 1–4 | 1–2      |
| Trenčín           | 1–2       | Hull City           | 0–0 | 1–2      |
| Omonia            | 4–0       | Metalurg Skopje     | 3–0 | 1–0      |
| Brommapojkarna    | 0–7[D]    | Torino              | 0–3 | 0–4      |
| PSV Eindhoven     | 4–2       | St. Pölten          | 1–0 | 3–2      |
| Stjarnan          | 1–0       | Lech Poznań         | 1–0 | 0–0      |
| Zorya Luhansk     | 3–2       | Molde               | 1–1 | 2–1      |
| Sarajevo          | 4–3       | Atromitos           | 1–2 | 3–1 d.p. |
| Real Sociedad     | 5–2       | Aberdeen            | 2–0 | 3–2      |
| Astana            | 4–1       | AIK                 | 1–1 | 3–0      |
| Zulte Waregem     | 4–7       | Șahtior Soligorsk   | 2–5 | 2–2      |
| Grödig            | 2–2 (gd)  | Zimbru Chișinău     | 1–2 | 1–0      |
| Astra Giurgiu     | 6–2       | Slovan Liberec      | 3–0 | 3–2      |
| Ruch Chorzów      | 2–2 (gd)  | Esbjerg             | 0–0 | 2–2      |
| Dinamo Moscova    | 3–2       | Ironi Kiryat Shmona | 1–1 | 2–1      |
| Young Boys        | 3–0       | Ermis Aradippou     | 1–0 | 2–0      |
| Elfsborg          | 5–3       | FH                  | 4–1 | 1–2      |
| Petrolul Ploiești | 5–2       | Viktoria Plzeň      | 1–1 | 4–1      |
| Víkingur          | 1–9       | Rijeka              | 1–5 | 0–4      |
| Dinamo Minsk      | 3–0       | CFR Cluj            | 1–0 | 2–0      |
| Neftchi Baku      | 3–2       | Cihura Sacihere     | 0–0 | 3–2      |
| IFK Göteborg      | 0–1       | Rio Ave             | 0–1 | 0–0      |
| Club Brugge       | 5–0       | Brøndby             | 3–0 | 2–0      |
| Șahtior Karagandy | 4–5       | Hajduk Split        | 4–2 | 0–3      |

Note
1. ^ a b Ordinea tururilor inversată după tragerea la sorți.

## Runda play-off
Tragerea la sorți a avut loc pe 8 august 2014. Prima manșă s-a jucat pe 20 și 21 august, iar manșa secundă pe 28 august 2014.
| Echipa 1              | Scor gen.   | Echipa 2                 | Tur | Retur    |
| --------------------- | ----------- | ------------------------ | --- | -------- |
| Sarajevo              | 2–10        | Borussia Mönchengladbach | 2–3 | 0–7      |
| Apollon Limassol      | 5–2         | Lokomotiv Moscova        | 1–1 | 4–1      |
| Astana                | 0–7         | Villarreal               | 0–3 | 0–4      |
| Young Boys            | 3–1         | Debrețin                 | 3–1 | 0–0      |
| PEC Zwolle            | 2–4         | Sparta Praga             | 1–1 | 1–3      |
| Spartak Trnava        | 2–4         | Zürich                   | 1–3 | 1–1      |
| Asteras Tripoli       | 3–3 (gd)    | Maccabi Tel Aviv         | 2–0 | 1–3      |
| AEL Limassol          | 1–5         | Tottenham Hotspur        | 1–2 | 0–3      |
| Dnipro Dnipropetrovsk | 2–1         | Hajduk Split             | 2–1 | 0–0      |
| Dinamo Minsk          | 5–2         | Nacional                 | 2–0 | 3–2      |
| Qarabağ               | 1–1 (gd)    | Twente                   | 0–0 | 1–1      |
| Petrolul Ploiești     | 2–5         | Dinamo Zagreb            | 1–3 | 1–2      |
| HJK                   | 5–4         | Rapid Viena              | 2–1 | 3–3      |
| Trabzonspor           | 2–0         | Rostov                   | 2–0 | 0–0      |
| Zimbru Chișinău       | 1–4         | PAOK                     | 1–0 | 0–4      |
| RNK Split             | 0–1         | Torino                   | 0–0 | 0–1      |
| Dinamo Moscova        | 4–3[E]      | Omonia                   | 2–2 | 2–1      |
| Aktobe                | 0–3         | Legia Varșovia           | 0–1 | 0–2      |
| Lyon                  | 2–2 (gd)    | Astra Giurgiu            | 1–2 | 1–0      |
| Lokeren               | 2–2 (gd)    | Hull City                | 1–0 | 1–2      |
| Partizan              | 5–3[E]      | Neftchi Baku             | 3–2 | 2–1      |
| Ruch Chorzów          | 0–1         | Metalist Harkiv          | 0–0 | 0–1 d.p. |
| Elfsborg              | 2–2 (gd)    | Rio Ave                  | 2–1 | 0–1      |
| PSV Eindhoven         | 3–0         | Șahtior Soligorsk        | 1–0 | 2–0      |
| Karabükspor           | 1–1 (3–4 p) | Saint-Étienne            | 1–0 | 0–1 d.p. |
| Stjarnan              | 0–9         | Internazionale           | 0–3 | 0–6      |
| Panathinaikos         | 6–2         | Midtjylland              | 4–1 | 2–1      |
| Zorya Luhansk         | 4–5[E]      | Feyenoord                | 1–1 | 3–4      |
| Grasshoppers          | 1–3         | Club Brugge              | 1–2 | 0–1      |
| Real Sociedad         | 1–3         | Krasnodar                | 1–0 | 0–3      |
| Rijeka                | 4–0         | Sheriff Tiraspol         | 1–0 | 3–0      |

Note
1. ^ a b c Ordinea tururilor inversată după tragerea la sorți.

## Faza grupelor
Tragerea la sorți a avut loc la Monaco, pe 29 august 2014. Cele 48 de echipe au fost împărțite în patru urne, urne realizate pe baza coeficienților fiecărei echipe, cu deținătoarea titlului (Sevilla) fiind automat pusă în urna 1. Echipele au fost împărțite în 12 grupe, fiecare dintre acestea având câte patru echipe. Echipele din aceeași asociație nu puteau face parte din aceeași grupă.
În fiecare grupă, echipele au jucat câte 6 meciuri, atât acasă, cât și în deplasare. Zilele meciurilor au fost pe 18 septembrie, 2 octombrie, 23 octombrie, 6 noiembrie, 27 noiembrie și 11 decembrie 2014. Locurile 1 și 2 au mers în faza eliminatorie UEFA Europa League, unde li s-au alăturat cele opt echipe de pe locul 3 din grupele Ligii Campionilor.
Un total de 26 de asociații au fost reprezentate în faza grupelor. Wolfsburg, Torino, Feyenoord, Guingamp, Saint-Étienne, Rio Ave, Dinamo Moscova, Krasnodar, Lokeren, Asteras Tripoli, Qarabağ, HJK, Astra Giurgiu, Dinamo Minsk și AaB și-au făcut debutul în faza grupelor.
| Legendă pentru culorile grupelor                          |
| --------------------------------------------------------- |
| Echipe care acced în faza eliminatorie UEFA Europa League |
| Echipe eliminate din competițiile europene                |

Vezi departajările dacă două sau mai multe echipe au același număr de puncte.

### Grupa A
| Echipa     | MJ | V | E | Î | GM | GP | G   | Pct |
| ---------- | -- | - | - | - | -- | -- | --- | --- |
| M'gladbach | 6  | 3 | 3 | 0 | 14 | 4  | +10 | 12  |
| Villarreal | 6  | 3 | 2 | 1 | 15 | 7  | +8  | 11  |
| Zürich     | 6  | 2 | 1 | 3 | 10 | 14 | −4  | 7   |
| Apollon    | 6  | 1 | 0 | 5 | 4  | 18 | −14 | 3   |

|                          | APO | MÖN | VIL | ZÜR |
| ------------------------ | --- | --- | --- | --- |
| Apollon Limassol         | —   | 0–2 | 0–2 | 3–2 |
| Borussia Mönchengladbach | 5–0 | —   | 1–1 | 3–0 |
| Villarreal               | 4–0 | 2–2 | —   | 4–1 |
| Zürich                   | 3–1 | 1–1 | 3–2 | —   |

### Grupa B
| Echipa       | MJ | V | E | Î | GM | GP | G  | Pct |
| ------------ | -- | - | - | - | -- | -- | -- | --- |
| Club Brugge  | 6  | 3 | 3 | 0 | 10 | 2  | +8 | 12  |
| Torino       | 6  | 3 | 2 | 1 | 9  | 3  | +6 | 11  |
| HJK Helsinki | 6  | 2 | 0 | 4 | 5  | 11 | −6 | 6   |
| Copenhaga    | 6  | 1 | 1 | 4 | 5  | 13 | −8 | 4   |

|             | BRU | COP | HJK | TOR |
| ----------- | --- | --- | --- | --- |
| Club Brugge | —   | 1–1 | 2–1 | 0–0 |
| Copenhaga   | 0–4 | —   | 2–0 | 1–5 |
| HJK         | 0–3 | 2–1 | —   | 2–1 |
| Torino      | 0–0 | 1–0 | 2–0 | —   |

### Grupa C
| Echipa           | MJ | V | E | Î | GM | GP | G  | Pct |
| ---------------- | -- | - | - | - | -- | -- | -- | --- |
| Beșiktaș         | 6  | 3 | 3 | 0 | 11 | 5  | +6 | 12  |
| Tottenham        | 6  | 3 | 2 | 1 | 9  | 4  | +5 | 11  |
| Asteras Tripolis | 6  | 1 | 3 | 2 | 7  | 10 | −3 | 6   |
| Partizan         | 6  | 0 | 2 | 4 | 1  | 9  | −8 | 2   |

|                   | ATR | BEȘ | PAR | TOT |
| ----------------- | --- | --- | --- | --- |
| Asteras Tripoli   | —   | 2–2 | 2–0 | 1–2 |
| Beșiktaș          | 1–1 | —   | 2–1 | 1–0 |
| Partizan          | 0–0 | 0–4 | —   | 0–0 |
| Tottenham Hotspur | 5–1 | 1–1 | 1–0 | —   |

### Grupa D
| Echipa        | MJ | V | E | Î | GM | GP | G   | Pct |
| ------------- | -- | - | - | - | -- | -- | --- | --- |
| Salzburg      | 6  | 5 | 1 | 0 | 21 | 8  | +13 | 16  |
| Celtic        | 6  | 2 | 2 | 2 | 10 | 11 | −1  | 8   |
| Dinamo Zagreb | 6  | 2 | 0 | 4 | 12 | 15 | −3  | 6   |
| Astra Giurgiu | 6  | 1 | 1 | 4 | 6  | 15 | −9  | 4   |

|                   | AGI | CEL | ZAG | SAL |
| ----------------- | --- | --- | --- | --- |
| Astra Giurgiu     | —   | 1–1 | 1–0 | 1–2 |
| Celtic            | 2–1 | —   | 1–0 | 1–3 |
| Dinamo Zagreb     | 5–1 | 4–3 | —   | 1–5 |
| Red Bull Salzburg | 5–1 | 2–2 | 4–2 | —   |

### Grupa E
| Echipa        | MJ | V | E | Î | GM | GP | G  | Pct |
| ------------- | -- | - | - | - | -- | -- | -- | --- |
| Dinamo Mos.   | 6  | 6 | 0 | 0 | 9  | 3  | +6 | 18  |
| PSV           | 6  | 2 | 2 | 2 | 8  | 8  | 0  | 8   |
| Estoril       | 6  | 1 | 2 | 3 | 7  | 8  | −1 | 5   |
| Panathinaikos | 6  | 0 | 2 | 4 | 6  | 11 | −5 | 2   |

|                | DMO | EST | PAN | PSV |
| -------------- | --- | --- | --- | --- |
| Dinamo Moscova | —   | 1–0 | 2–1 | 1–0 |
| Estoril        | 1–2 | —   | 2–0 | 3–3 |
| Panathinaikos  | 1–2 | 1–1 | —   | 2–3 |
| PSV Eindhoven  | 0–1 | 1–0 | 1–1 | —   |

### Grupa F
| Echipa        | MJ | V | E | Î | GM | GP | G  | Pct |
| ------------- | -- | - | - | - | -- | -- | -- | --- |
| Inter Milano  | 6  | 3 | 3 | 0 | 6  | 2  | +4 | 12  |
| Dnipro        | 6  | 2 | 1 | 3 | 4  | 5  | −1 | 7   |
| Qarabağ       | 6  | 1 | 3 | 2 | 3  | 5  | −2 | 6   |
| Saint-Étienne | 6  | 0 | 5 | 1 | 2  | 2  | 0  | 5   |

|                       | DNI | INT | QAR | SÉ  |
| --------------------- | --- | --- | --- | --- |
| Dnipro Dnipropetrovsk | —   | 0–1 | 0–1 | 1–0 |
| Internazionale        | 2–1 | —   | 2–0 | 0–0 |
| Qarabağ               | 1–2 | 0–0 | —   | 0–0 |
| Saint-Étienne         | 0–0 | 1–1 | 1–1 | —   |

### Grupa G
| Echipa         | MJ | V | E | Î | GM | GP | G  | Pct |
| -------------- | -- | - | - | - | -- | -- | -- | --- |
| Feyenoord      | 6  | 4 | 0 | 2 | 10 | 6  | +4 | 12  |
| Sevilla        | 6  | 3 | 2 | 1 | 8  | 5  | +3 | 11  |
| HNK Rijeka     | 6  | 2 | 1 | 3 | 7  | 8  | −1 | 7   |
| Standard Liège | 6  | 1 | 1 | 4 | 4  | 10 | −6 | 4   |

|                | FEY | SEV | RIJ | STA |
| -------------- | --- | --- | --- | --- |
| Feyenord       | —   | 2–0 | 2–0 | 2–1 |
| Rijeka         | 3–1 | —   | 2–2 | 2–0 |
| Sevilla        | 2–0 | 1–0 | —   | 3–1 |
| Standard Liège | 0–3 | 2–0 | 0–0 | —   |

### Grupa H
| Echipa    | MJ | V | E | Î | GM | GP | G  | Pct |
| --------- | -- | - | - | - | -- | -- | -- | --- |
| Everton   | 6  | 3 | 2 | 1 | 10 | 3  | +7 | 11  |
| Wolfsburg | 6  | 3 | 1 | 2 | 14 | 10 | +4 | 10  |
| Krasnodar | 6  | 1 | 3 | 2 | 7  | 12 | −5 | 6   |
| Lille     | 6  | 0 | 4 | 2 | 3  | 9  | −6 | 4   |

|           | EVE | KRA | LIL | WOL |
| --------- | --- | --- | --- | --- |
| Everton   | —   | 0–1 | 3–0 | 4–1 |
| Krasnodar | 1–1 | —   | 1–1 | 2–4 |
| Lille     | 0–0 | 1–1 | —   | 0–3 |
| Wolfsburg | 0–2 | 5–1 | 1–1 | —   |

### Grupa I
| Echipa            | MJ | V | E | Î | GM | GP | G   | Pct |
| ----------------- | -- | - | - | - | -- | -- | --- | --- |
| Napoli            | 6  | 4 | 1 | 1 | 11 | 3  | +8  | 13  |
| Young Boys        | 6  | 4 | 0 | 2 | 13 | 7  | +6  | 12  |
| Sparta Praga      | 6  | 3 | 1 | 2 | 11 | 6  | +5  | 10  |
| Slovan Bratislava | 6  | 0 | 0 | 6 | 1  | 20 | −19 | 0   |

|                   | NAP | SLO | SPA | YB  |
| ----------------- | --- | --- | --- | --- |
| Napoli            | —   | 3–0 | 3–1 | 3–0 |
| Slovan Bratislava | 0–2 | —   | 0–3 | 1–3 |
| Sparta Praga      | 0–0 | 4–0 | —   | 3–1 |
| Young Boys        | 2–0 | 5–0 | 2–0 | —   |

### Grupa J
| Echipa           | MJ | V | E | Î | GM | GP | G  | Pct |
| ---------------- | -- | - | - | - | -- | -- | -- | --- |
| Dinamo Kiev      | 6  | 5 | 0 | 1 | 12 | 4  | +8 | 15  |
| Aalborg          | 6  | 3 | 0 | 3 | 5  | 10 | −5 | 9   |
| Steaua București | 6  | 2 | 1 | 3 | 11 | 9  | +2 | 7   |
| Rio Ave          | 6  | 1 | 1 | 4 | 5  | 10 | −5 | 4   |

|                  | AAB | DIK | RIO | STE |
| ---------------- | --- | --- | --- | --- |
| AaB              | —   | 3–0 | 1–0 | 1–0 |
| Dinamo Kiev      | 2–0 | —   | 2–0 | 3–1 |
| Rio Ave          | 2–0 | 0–3 | —   | 2–2 |
| Steaua București | 6–0 | 0–2 | 2–1 | —   |

### Grupa K
| Echipa       | MJ | V | E | Î | GM | GP | G   | Pct |
| ------------ | -- | - | - | - | -- | -- | --- | --- |
| Fiorentina   | 6  | 4 | 1 | 1 | 11 | 4  | +7  | 13  |
| Guingamp     | 6  | 3 | 1 | 2 | 7  | 6  | +1  | 10  |
| PAOK         | 6  | 2 | 1 | 3 | 10 | 7  | +3  | 7   |
| Dinamo Minsk | 6  | 1 | 1 | 4 | 3  | 14 | −11 | 4   |

|              | DMI | FIO | GUI | PAO |
| ------------ | --- | --- | --- | --- |
| Dinamo Minsk | —   | 0–3 | 0–0 | 0–2 |
| Fiorentina   | 1–2 | —   | 3–0 | 1–1 |
| Guingamp     | 2–0 | 1–2 | —   | 2–0 |
| PAOK         | 6–1 | 0–1 | 1–2 | —   |

### Grupa L
| Echipa          | MJ | V | E | Î | GM | GP | G  | Pct |
| --------------- | -- | - | - | - | -- | -- | -- | --- |
| Legia Varșovia  | 6  | 5 | 0 | 1 | 7  | 2  | +5 | 15  |
| Trabzonspor     | 6  | 3 | 1 | 2 | 8  | 6  | +2 | 10  |
| Lokeren         | 6  | 3 | 1 | 2 | 4  | 4  | 0  | 10  |
| Metalist Harkov | 6  | 0 | 0 | 6 | 3  | 10 | −7 | 0   |

|                 | LEG | LOK | MET | TRA |
| --------------- | --- | --- | --- | --- |
| Legia Varșovia  | —   | 1–0 | 2–1 | 2–0 |
| Lokeren         | 1–0 | —   | 1–0 | 1–1 |
| Metalist Harkiv | 0–1 | 0–1 | —   | 1–2 |
| Trabzonspor     | 0–1 | 2–0 | 3–1 | —   |

## Faza eliminatorie
În faza eliminatorie, echipele au jucat una contra celeilalte în două manșe, acasă și în deplasare, excepție a făcut doar finala. Mecanismul de tragere la sorți a fost următorul:
- În șaisprezecimi, câștigătoarele grupelor și patru cele mai bine cotate echipe care au terminat pe locul 3 în Liga Campionilor au fost capi de serie, iar echipele care au terminat pe locul 2 în grupă și restul de patru echipe rămase din Liga Campionilor au fost outsideri. Capii de serie au jucat cu outsiderii, iar capii de serie au jucat a doua manșă pe teren propriu. Echipele care au fost în aceeași grupă sau care au făcut parte din aceeași asociație fotbalistică nu au putut juca una împotriva celeilalte.
- Odată cu optimile, sferturile, semifinalele și finala, nu au mai existat restricții, iar echipele care au fost în aceeași grupă sau care făceau parte din aceeași asociație fotbalistică puteau juca una împotriva celeilalte.

### Tabel
| Șaisprezecimi     | Șaisprezecimi | Șaisprezecimi | Șaisprezecimi |  |                | Optimi            | Optimi | Optimi | Optimi |  |  | Sferturi    | Sferturi | Sferturi | Sferturi |  |  | Semifinale | Semifinale | Semifinale | Semifinale |  |  | Finala  | Finala |
|                   |               |               |               |  |                |                   |        |        |        |  |  |             |          |          |          |  |  |            |            |            |            |  |  |         |        |
| Wolfsburg         | 2             | 0             | 0             |  |                |                   |        |        |        |  |  |             |          |          |          |  |  |            |            |            |            |  |  |         |        |
| Sporting CP       | 0             | 0             | 0             |  |                | Wolfsburg         | 3      | 2      | 5      |  |  |             |          |          |          |  |  |            |            |            |            |  |  |         |        |
| Celtic            | 3             | 0             | 3             |  | Internazionale | 1                 | 1      | 2      |        |  |  |             |          |          |          |  |  |            |            |            |            |  |  |         |        |
| Internazionale    | 3             | 1             | 4             |  |                |                   |        |        |        |  |  | Wolfsburg   | 1        | 2        | 3        |  |  |            |            |            |            |  |  |         |        |
| Trabzonspor       | 0             | 0             | 0             |  |                |                   |        |        |        |  |  | Napoli      | 4        | 2        | 6        |  |  |            |            |            |            |  |  |         |        |
| Napoli            | 4             | 1             | 5             |  |                | Napoli            | 3      | 0      | 3      |  |  |             |          |          |          |  |  |            |            |            |            |  |  |         |        |
| Anderlecht        | 0             | 1             | 1             |  | Dinamo Moscova | 1                 | 0      | 1      |        |  |  |             |          |          |          |  |  |            |            |            |            |  |  |         |        |
| Dinamo Moscova    | 0             | 3             | 3             |  |                |                   |        |        |        |  |  |             |          |          |          |  |  | Napoli     | 1          | 0          | 1          |  |  |         |        |
| AaB               | 1             | 0             | 1             |  |                |                   |        |        |        |  |  |             |          |          |          |  |  | Dnipro     | 1          | 1          | 2          |  |  |         |        |
| Club Brugge       | 3             | 3             | 6             |  |                | Club Brugge       | 2      | 3      | 5      |  |  |             |          |          |          |  |  |            |            |            |            |  |  |         |        |
| Liverpool         | 1             | 0             | 1(4)          |  | Beșiktaș       | 1                 | 1      | 2      |        |  |  |             |          |          |          |  |  |            |            |            |            |  |  |         |        |
| Beșiktaș (p)      | 0             | 1             | 1(5)          |  |                |                   |        |        |        |  |  | Club Brugge | 0        | 0        | 0        |  |  |            |            |            |            |  |  |         |        |
| Dnipro            | 2             | 2             | 4             |  |                |                   |        |        |        |  |  | Dnipro      | 0        | 1        | 1        |  |  |            |            |            |            |  |  |         |        |
| Olympiacos        | 0             | 2             | 2             |  |                | Dnipro (d.p.; gd) | 1      | 1      | 2      |  |  |             |          |          |          |  |  |            |            |            |            |  |  |         |        |
| Ajax              | 1             | 3             | 4             |  | Ajax           | 0                 | 2      | 2      |        |  |  |             |          |          |          |  |  |            |            |            |            |  |  |         |        |
| Legia Varșovia    | 0             | 0             | 0             |  |                |                   |        |        |        |  |  |             |          |          |          |  |  |            |            |            |            |  |  | Dnipro  | 2      |
| Villarreal        | 2             | 3             | 5             |  |                |                   |        |        |        |  |  |             |          |          |          |  |  |            |            |            |            |  |  | Sevilla | 3      |
| Red Bull Salzburg | 1             | 1             | 2             |  |                | Villarreal        | 1      | 1      | 2      |  |  |             |          |          |          |  |  |            |            |            |            |  |  |         |        |
| Sevilla           | 1             | 3             | 4             |  | Sevilla        | 3                 | 2      | 5      |        |  |  |             |          |          |          |  |  |            |            |            |            |  |  |         |        |
| Mönchengladbach   | 0             | 2             | 2             |  |                |                   |        |        |        |  |  | Sevilla     | 2        | 2        | 4        |  |  |            |            |            |            |  |  |         |        |
| PSV Eindhoven     | 0             | 0             | 0             |  |                |                   |        |        |        |  |  | Zenit       | 1        | 2        | 3        |  |  |            |            |            |            |  |  |         |        |
| Zenit             | 1             | 3             | 4             |  |                | Zenit             | 2      | 0      | 2      |  |  |             |          |          |          |  |  |            |            |            |            |  |  |         |        |
| Torino            | 2             | 3             | 5             |  | Torino         | 0                 | 1      | 1      |        |  |  |             |          |          |          |  |  |            |            |            |            |  |  |         |        |
| Athletic Bilbao   | 2             | 2             | 4             |  |                |                   |        |        |        |  |  |             |          |          |          |  |  | Sevilla    | 3          | 2          | 5          |  |  |         |        |
| Young Boys        | 1             | 1             | 2             |  |                |                   |        |        |        |  |  |             |          |          |          |  |  | Fiorentina | 0          | 0          | 0          |  |  |         |        |
| Everton           | 4             | 3             | 7             |  |                | Everton           | 2      | 2      | 4      |  |  |             |          |          |          |  |  |            |            |            |            |  |  |         |        |
| Guingamp          | 2             | 1             | 3             |  | Dinamo Kiev    | 1                 | 5      | 6      |        |  |  |             |          |          |          |  |  |            |            |            |            |  |  |         |        |
| Dinamo Kiev       | 1             | 3             | 4             |  |                |                   |        |        |        |  |  | Dinamo Kiev | 1        | 0        | 1        |  |  |            |            |            |            |  |  |         |        |
| Tottenham Hotspur | 1             | 0             | 1             |  |                |                   |        |        |        |  |  | Fiorentina  | 1        | 2        | 3        |  |  |            |            |            |            |  |  |         |        |
| Fiorentina        | 1             | 2             | 3             |  |                | Fiorentina        | 1      | 3      | 4      |  |  |             |          |          |          |  |  |            |            |            |            |  |  |         |        |
| Roma              | 1             | 2             | 3             |  | Roma           | 1                 | 0      | 1      |        |  |  |             |          |          |          |  |  |            |            |            |            |  |  |         |        |
| Feyenoord         | 1             | 1             | 2             |  |                |                   |        |        |        |  |  |             |          |          |          |  |  |            |            |            |            |  |  |         |        |

### Șaisprezecimi
Tragerea la sorți a avut loc pe 15 decembrie 2014. Prima manșă s-a jucat pe 19 februarie, iar manșa secundă pe 26 februarie 2015.
| Echipa 1              | Scor gen.   | Echipa 2                 | Tur | Retur    |
| --------------------- | ----------- | ------------------------ | --- | -------- |
| Young Boys            | 2–7         | Everton                  | 1–4 | 1–3      |
| Torino                | 5–4         | Athletic Bilbao          | 2–2 | 3–2      |
| Sevilla               | 4–2         | Borussia Mönchengladbach | 1–0 | 3–2      |
| Wolfsburg             | 2–0         | Sporting CP              | 2–0 | 0–0      |
| Ajax                  | 4–0         | Legia Varșovia           | 1–0 | 3–0      |
| AaB                   | 1–6         | Club Brugge              | 1–3 | 0–3      |
| Anderlecht            | 1–3         | Dinamo Moscova           | 0–0 | 1–3      |
| Dnipro Dnipropetrovsk | 4–2         | Olympiacos               | 2–0 | 2–2      |
| Trabzonspor           | 0–5         | Napoli                   | 0–4 | 0–1      |
| Guingamp              | 3–4         | Dinamo Kiev              | 2–1 | 1–3      |
| Villarreal            | 5–2         | Red Bull Salzburg        | 2–1 | 3–1      |
| Roma                  | 3–2         | Feyenoord                | 1–1 | 2–1      |
| PSV Eindhoven         | 0–4         | Zenit Sankt Petersburg   | 0–1 | 0–3      |
| Liverpool             | 1–1 (4–5 p) | Beșiktaș                 | 1–0 | 0–1 d.p. |
| Tottenham Hotspur     | 1–3         | Fiorentina               | 1–1 | 0–2      |
| Celtic                | 3–4         | Internazionale           | 3–3 | 0–1      |

### Optimile de finală
Tragerea la sorți a avut loc pe 27 februarie 2015. Prima manșă s-a jucat pe 12 martie, iar manșa secundă pe 19 martie 2015.
| Echipa 1               | Scor gen. | Echipa 2       | Tur | Retur    |
| ---------------------- | --------- | -------------- | --- | -------- |
| Everton                | 4–6       | Dinamo Kiev    | 2–1 | 2–5      |
| Dnipro Dnipropetrovsk  | 2–2 (gd)  | Ajax           | 1–0 | 1–2 d.p. |
| Zenit Sankt Petersburg | 2–1       | Torino         | 2–0 | 0–1      |
| Wolfsburg              | 5–2       | Internazionale | 3–1 | 2–1      |
| Villarreal             | 2–5       | Sevilla        | 1–3 | 1–2      |
| Napoli                 | 3–1       | Dinamo Moscova | 3–1 | 0–0      |
| Club Brugge            | 5–2       | Beșiktaș       | 2–1 | 3–1      |
| Fiorentina             | 4–1       | Roma           | 1–1 | 3–0      |

### Sferturile de finală
Tragerea la sorți a avut loc pe 20 martie 2015. Prima manșă s-a jucat pe 16 aprilie, iar manșa secundă pe 23 aprilie 2015.
| Echipa 1    | Scor gen. | Echipa 2               | Tur | Retur |
| ----------- | --------- | ---------------------- | --- | ----- |
| Sevilla     | 4–3       | Zenit Sankt Petersburg | 2–1 | 2–2   |
| Club Brugge | 0–1[F]    | Dnipro Dnipropetrovsk  | 0–0 | 0–1   |
| Dinamo Kiev | 2–3       | Fiorentina             | 1–1 | 0–2   |
| Wolfsburg   | 3–6       | Napoli                 | 1–4 | 2–2   |

Note
1. ^ Ordinea tururilor inversată după tragerea la sorți.

### Semifinale
Tragerea la sorți pentru semifinale și finală (pentru a determina echipa care va juca "acasă", din motive adminstrative) a avut loc pe 24 aprilie 2015. Prima manșă s-a jucat pe 7 mai, iar manșa secundă pe 14 mai 2015.
| Echipa 1 | Scor gen. | Echipa 2              | Tur | Retur |
| -------- | --------- | --------------------- | --- | ----- |
| Napoli   | 1–2       | Dnipro Dnipropetrovsk | 1–1 | 0–1   |
| Sevilla  | 5–0       | Fiorentina            | 3–0 | 2–0   |

### Finala
Finala s-a jucat în data de 27 mai 2015, pe Stadion Narodowy din Varșovia, Polonia.
| Dnipro Dnipropetrovsk | 2–3    | Sevilla                       |
| --------------------- | ------ | ----------------------------- |
| Kalinić 7' Rotan 44'  | Report | Krychowiak 28' Bacca 31', 73' |

| Câștigătoarea UEFA Europa League 2014–15 |
| ---------------------------------------- |
| Spania                                   |
| Sevilla Al cincilea trofeu               |

## Golgheteri
Clasamentul exclude rundele preliminare și play-off-ul.
| Loc | Jucător               | Echipă            | Goluri | Minute jucate |
| --- | --------------------- | ----------------- | ------ | ------------- |
| 1   | Alan                  | Red Bull Salzburg | 8      | 423           |
| 1   | Romelu Lukaku         | Everton           | 8      | 634           |
| 3   | Carlos Bacca          | Sevilla           | 7      | 765           |
| 3   | Gonzalo Higuaín       | Napoli            | 7      | 833           |
| 5   | Stefanos Athanasiadis | PAOK              | 6      | 516           |
| 5   | Guillaume Hoarau      | Young Boys        | 6      | 605           |
| 5   | Jonathan Soriano      | Red Bull Salzburg | 6      | 613           |
| 5   | Luciano Vietto        | Villarreal        | 6      | 732           |
| 5   | Lior Refaelov         | Club Brugge       | 6      | 789           |
| 10  | Raul Rusescu          | Steaua București  | 5      | 147           |
| 10  | Harry Kane            | Tottenham Hotspur | 5      | 422           |
| 10  | David Lafata          | Sparta Praga      | 5      | 440           |
| 10  | Andrej Kramarić       | Rijeka            | 5      | 505           |
| 10  | Claudio Beauvue       | Guingamp          | 5      | 720           |
| 10  | Demba Ba              | Beșiktaș          | 5      | 729           |
| 10  | Kevin De Bruyne       | Wolfsburg         | 5      | 981           |

Sursă: UEFA.com

## Vezi și
- Liga Campionilor 2014-2015
- Supercupa Europei 2015